# Walsdorf (Oberfranken)
Walsdorf ist eine Gemeinde im oberfränkischen Landkreis Bamberg und zählt zur Metropolregion Nürnberg.
In Walsdorf befinden sich der größte Judenfriedhof und eine der ältesten Kirchen der Region. Infolge ihrer reichsritterschaftlichen Vergangenheit hat die Gemeinde den mit Abstand höchsten Anteil von Angehörigen der evangelischen Kirche im katholisch geprägten Landkreis Bamberg. Die St.-Laurentius-Kirche ist die Mutterkirche für die evangelischen Gemeinden der umliegenden Orte. Das kulturelle Erbe der Gemeinde ist an einigen Baudenkmälern, insbesondere Fachwerkhäusern aus dem 18. und 19. Jahrhundert, sichtbar.

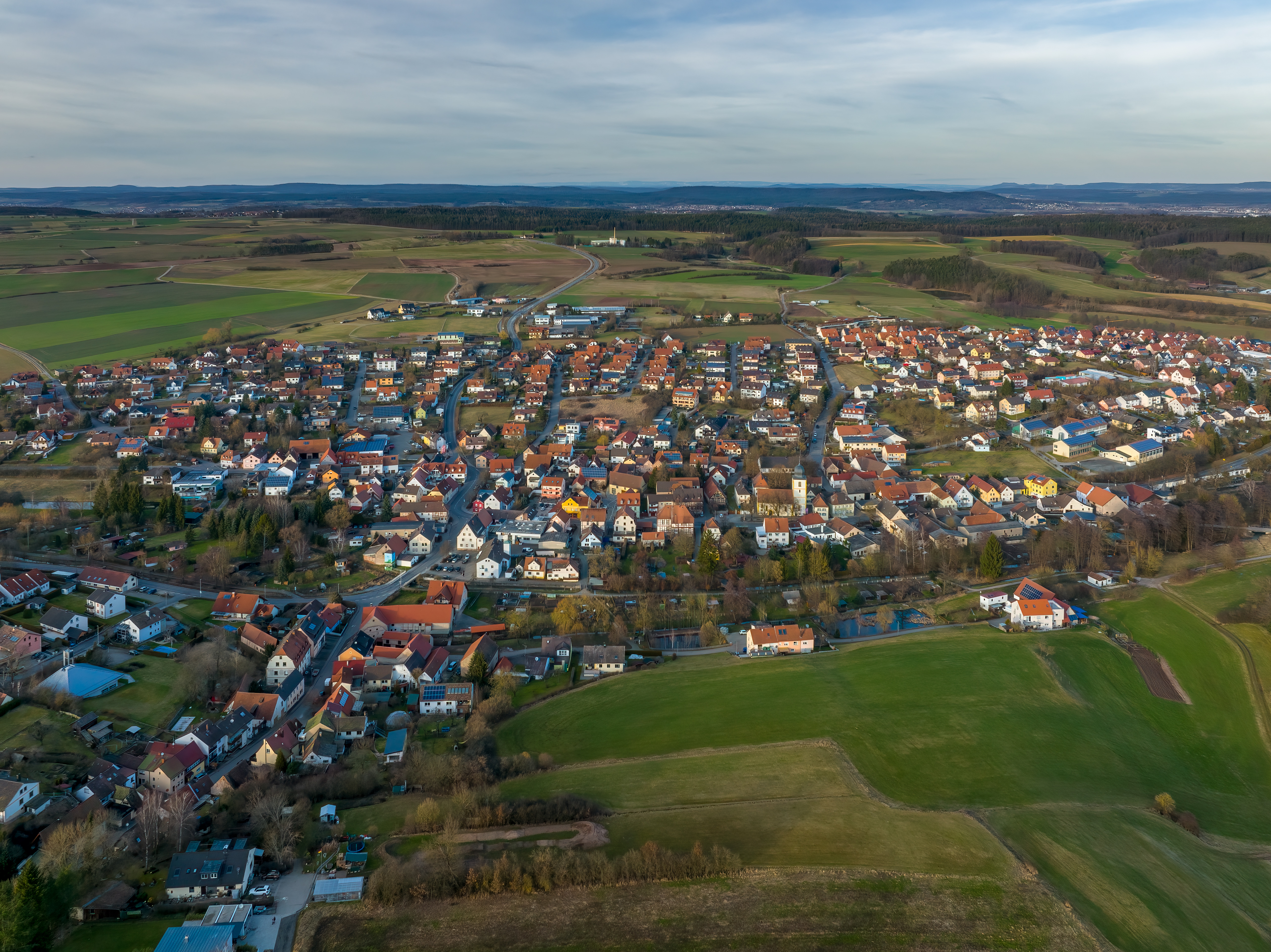
Luftaufnahme 2022

## Geographie

### Lage

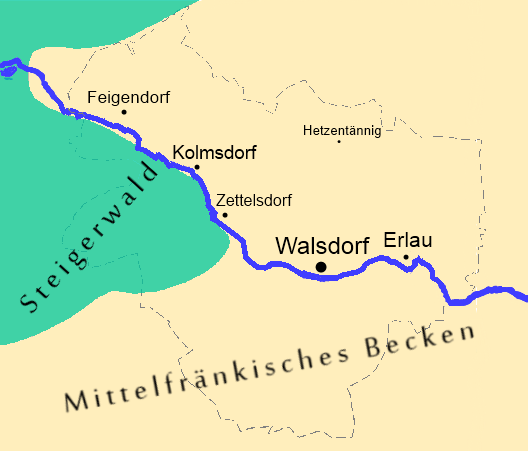
Naturräumliche Karte

Walsdorf liegt rund zehn Kilometer westlich der Stadt Bamberg. 

### Gemeindegliederung
Es gibt fünf Gemeindeteile (in Klammern ist der Siedlungstyp angegeben):
- Erlau (Dorf)
- Feigendorf (Dorf)
- Kolmsdorf (Dorf)
- Walsdorf (Pfarrdorf)
- Zettelsdorf (Weiler)

Die 2655 Einwohner verteilen sich folgendermaßen (Stand 2013):
Die Einöde Hetzentännig (sechs Einwohner) ist kein Gemeindeteil.

### Geologie
Die Aurach, ein orografisch linker Nebenfluss der Regnitz, fließt, von Feigendorf kommend, durch die fünf Ortsteile in Richtung Stegaurach. Das Gebiet liegt zum größten Teil im Naturraum des Mittelfränkischen Beckens. Zwischen Zettelsdorf und Feigendorf grenzt der Steigerwald im Westen an die Aurach. Beide Gebiete sind eine Untergruppierung des Fränkischen Keuper-Lias-Landes, in dem überwiegend Sandsteinkeuper zu finden ist.
Die Aurach gliedert die Landschaft in ein nördliches und ein südliches Hügelland. Der Teil nördlich der Aurach erstreckt sich bis zu 70 Meter über dem Talgrund und ist von landschaftlichen Nutzflächen durchzogen. Im Tal befinden sich überwiegend Wiesen, auf denen früher Weiher angelegt wurden. Das südliche Hügelland ist großteils mit Wald bedeckt, hat steilere Lagen und ist stärker reliefiert. Die beiden alten Ortskerne von Zettelsdorf und Kolmsdorf nutzten den Talgrund nördlich der Aurach zwischen nach Süden auslaufenden Hügeln im Norden und dem Flusslauf.
Der Talgrund ist mit holozänen Talsedimenten aufgefüllt und neigt zur Vernässung, Hänge und Höhen sind aus den Schichten des Mittleren und Unteren Burgsandsteins gebildet. Der Talgrund ist von zahlreichen Entwässerungsgräben durchzogen, die angelegt wurden, um den Boden besser nutzbar zu machen. Vereinzelt tritt in Form von Arkosen Dolomit an die Oberfläche. Die Böden und die Hänge bestehen aus leicht zu bearbeitenden, aber nährstoffarmen Braun- oder Parabraunerden. Ein Charakteristikum ist der kleinräumige, manchmal abrupte Wechsel der Bodenart. In der Vergangenheit machte man sich Rohstoffquellen wie Lehmgruben und Kalksteinbrüche zunutze.

### Flora und Fauna
Mit der traditionellen Landwirtschaft hat sich im Aurachtal ein Mosaik aus Mähwiesen, Schilfgebieten und Hochstaudenfluren gebildet. Zwischen Walsdorf und Kolmsdorf liegt eines der größten Schilfgebiete Oberfrankens. Rohrweihe und Blaukehlchen sind dort ebenso zu finden wie der gefährdete Wiesenknopf und der Wiesenknopfbläuling.
Besondere Bedeutung kommt der Grünen Flussjungfer zu. Sie ist nur an Gewässern mit einer hohen Wasserqualität anzutreffen und gilt als stark gefährdet.
Der Name der Aurach leitet sich vom Auerochsen ab, der noch bis ins Mittelalter zur heimischen Fauna zählte. Seit 2006 wird im Aurachtal zwischen Walsdorf und Kolmsdorf ein größeres Areal mit Heckrindern ganzjährig beweidet. Die Tiere sollen die ökologische Funktion des ausgestorbenen Auerochsen übernehmen und dabei artenreiche Lebensräume erhalten und gestalten. Man musste jedoch feststellen, dass die 22 Heckrinder im Gegensatz zu den Auerochsen kein Schilf fressen. Um diesen Mangel zu kompensieren, wurden im Jahr 2011 sechs Wasserbüffel und eine Konikstute angeschafft. Beide Arten sind Schilffresser und befinden sich im Wechsel auf einer Fläche in Feigendorf und dem Heckrindareal. Aufgrund der besonderen Technik der Koniks, Schilf zu ergattern, wurde eine Mischbeweidung angestrebt. Für die Koniks ist weiterer Zuwachs geplant.
Die Ansiedlungen finden im Rahmen der Hochwasser- und Renaturierungsmaßnahmen an der Aurach statt. Das Wasser wird länger im Uferbereich gehalten, wobei feuchte Wiesen entstehen. Eine zu starke Verwilderung der feuchten Wiesen oder gar die Entstehung eines Auwaldes soll jedoch vermieden werden, da sich dies nachteilig auf den Hochwasserschutz auswirken würde. Die Pflege der schwer zu bewirtschaftenden Flächen wird allein den Tieren überlassen. Das ungleichmäßige Abweiden schafft neue Lebensräume und trägt zur Steigerung der ökologischen Vielfalt bei. Durch den Landschaftspflegeverband Bamberg finden auf den 20 und 18 Hektar großen Arealen Gruppenführungen statt.

## Geschichte

### Etymologie
Die Herkunft des Ortsnamens ist nicht eindeutig geklärt, die Abstammung von dem Wort „Walchen“ oder „Welsche“ erscheint in Bezug auf die Siedlungsgeschichte möglich. Dies war die Bezeichnung der Franken für die „Fremden“, womit die Vorbewohner gemeint waren. Wahrscheinlicher ist jedoch die Rückführung auf die älteste bekannte Schreibweise „Wahlesdorf“.
Diese steht in Zusammenhang mit einem damals in der Gegend ansässigen und reich begüterten rheinischen Grafengeschlecht der Alwahalonen namens Walah.

### Ansiedlung
Der Ort gehört zu den ältesten Ansiedlungen im Aurachgrund. Die Entstehung der Pfarrei wird auf die Karolingerzeit datiert. Die Nennung von Lisberg als eingepfarrten Ort um 802 im Klosterarchiv zu Fulda kann jedoch als Indiz dafür gewertet werden, dass Walsdorf schon wesentlich länger besteht. Mehrere Grabhügel im Westen weisen darauf hin, dass der Ort durch die Besiedlung der Kelten entstanden ist. Als erste urkundliche Nennung Walsdorfs ist es im ältesten Würzburger Lehnsbuch für das Jahr 1317 mit dem Kranz der umgebenden Orte als „bambergisches Lehen der Leutersheim von Lisberg“ aufgeführt.

### Herrschaft
Walsdorfs Schicksal wurde von wechselnden Herrschaften bestimmt, wobei die Lage im Grenzbereich zwischen den Bistümern Bamberg und Würzburg einen gewissen Freiraum für eine eigenständige Entwicklung schuf. Als bambergisches Lehen im Besitz der Leutersheim zu Lisberg wurde es 1399 den Herren von Thüngfeld übereignet, die 1524 wiederum „Schloß mit Vorhof und Graben und Dorf samt den Zehenden daselbst und zu Zettelsdorf nebst großen und kleinen Seen...“ an Wolf von Crailsheim (als „Krewelsheim“) verkauften. Das Grabmal des Heinz von Thüngfeld († 1500) an der Pfarrkirche zeugt von der Bedeutung dieses Geschlechts. Besonders prägend wirkte sich die Herrschaft derer von Crailsheim seit 1525 aus. Sie bestimmten Religionszugehörigkeit, Ortsstruktur und Prosperität des Ortes als wohlhabenden Marktflecken im nördlichen Steigerwald.
Diese Grundherren waren Anhänger der Reformation und gehörten zur Bewachung Martin Luthers auf seinem Weg nach Worms. Sie nahmen das Patronatsrecht aus den Händen des Bamberger Domdekans und zwangen die Untertanen, die evangelische Glaubenslehre anzunehmen (ca. 1550), was jedoch zu jahrzehntelangen Querelen mit dem Bistum Bamberg und zur zeitweiligen Enteignung allen Grundbesitzes führte. Auch musste in dieser Zeit der evangelische Gottesdienst zum Teil im Schloss abgehalten werden. Mit dem als schwachsinnig erklärten Johann Erdmann erlosch 1669 die Linie der Walsdorfer Crailsheimer. Der Besitz ging an Wolf Bernhard von Crailsheim (1595–1652), dessen Sohn Krafft von Crailsheim die Walsdorf-Neuhaus-Stiftung gründete. Die gesamten Lehen wurden als Grundausstattung eingetragen, die Erträge sollten für die universitäre Ausbildung der Crailsheimer Gesamtfamilie verwendet werden. Nach dem Übergang in Familienbesitz sollte sich laut Kraft ein Beamter um das Walsdorfer Schloss kümmern. Es blieb jedoch ungenutzt und verfiel mit der Zeit.
Während der Gegenreformation wurde Walsdorf gewaltsam rekatholisiert. Nach dem Westfälischen Frieden 1648 erhielten die von Crailsheim den Ort zurück, der nach dem Grundsatz Cuius regio, eius religio wieder zum evangelischen Bekenntnis zurückkehrte. Die meisten der umliegenden Gebiete wurden im Laufe des 17. Jahrhunderts wieder katholisch, Walsdorf blieb jedoch eine protestantische Enklave im Hochstift Bamberg und betreute bis 1807 auch die Protestanten Bambergs.
Mit dem Merkantilismus setzte sich die Anschauung durch, dass der Reichtum eines Staatsgebildes vor allem von der Anzahl seiner Einwohner abhängt. Aufgrund des enormen barocken Repräsentationsbedürfnisses der Reichsritter kamen gegen Ende des Dreißigjährigen Krieges zahlreiche Neusiedler, zumeist protestantische Glaubensflüchtlinge, aus der Pfalz, Österreich und der Schweiz in das Dorf. 1756 fanden auch viele Protestanten aus dem rekatholisierten Lisberg in Walsdorf Zuflucht. Die hohe Zuwanderung führte schon früh zu einer starken Entwicklung des Handwerks.
1805 kamen die ritterschaftlichen Güter der Hochstifte Bamberg und Würzburg zu Bayern, 1810 mussten wahrscheinlich auch in Walsdorf große Teile der Flur abgegeben werden. Bis auf einige Parzellen zog sich der einheimische Besitz auf die ertragsschwache Flur im Aurachgrund bei Walsdorf und Zettelsdorf zurück. Während der Koalitionskriege überstiegen die Kriegskosten Walsdorfs finanzielle Möglichkeiten, weshalb die Crailsheimer sie übernahmen und sich dafür den Wald des Ortes Stück für Stück aneigneten. Dies führte im 19. Jahrhundert zu großen Spannungen zwischen den Bürgern und dem Haus Crailsheim, das bis zur Aufhebung der Grundherrschaft im Jahre 1848 Grundherr und bis 1964 Patronatsherr blieb. Aus dieser Zeit resultiert der noch hohe Anteil der evangelisch-lutherischen Bevölkerung (2011 38 %) im Gegensatz zu den überwiegend katholischen Gemeinden der Umgebung (1987). Erst 1972 wurde eine Kirche für die katholische Gemeinde errichtet, die sich nach dem Zweiten Weltkrieg entwickelt hatte.

### Cent Hoheneich

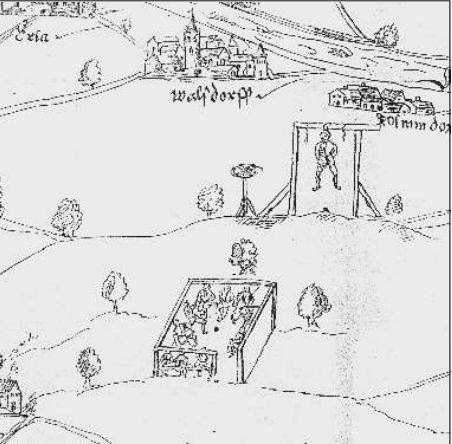
Martin Seger 1575

Die Cent Hoheneich wurde 1320 erstmals erwähnt und bestand bis zum Beginn des 19. Jahrhunderts. Er war dem Würzburger Fürstbischof unterstellt und lag an der Grenze zwischen den Hochstiften Bamberg und Würzburg. Die zwölf Schöffen tagten unter freien Himmel, neben dem Centstein, an dem das Urteil ein letztes Mal verlesen wurde, gehörten Pranger und Galgen zur Ausstattung. Das Gericht trat in der Regel viermal im Jahr zusammen, bei schlechten Wetter versammelte man sich in Tütschengereuth. In Trunstadt und der Burg Lisberg befanden sich die beiden Gefängnisse. Den Namen hatte das Gericht von dem nördlich von Walsdorf gelegenen Hof Hoheneich. Dieser fiel spätestens Ende des 16. Jahrhunderts im Zuge des Crailsheimer Herrschaftsantritts wüst, da 60 von 100 Tagwerk Fläche der Kirchengemeinde überlassen wurden um sich vor den Bau der Kirche zu drücken und der Hof damit nicht weiter belehnt werden musste. Die Bezeichnungen Heiligenholz und Heiligenfeld erinnern noch an den Hof. Die Karte des Würzburger Hofmalers von 1575 mit dem Cent Hoheneich ist zugleich die erste kartographische Darstellung Walsdorfs.

### Fallmeisterei
Heute zeugt nicht mehr viel von der über 250-jährigen Geschichte der ehemaligen Fallmeistersiedlung Hetzentännig. In der Nähe befindet sich gegenwärtig die Tierkörperverwertungsanstalt für Nordbayern. Am Anfang stand ein Brief des Walsdorfer Ortsherren von Crailsheim zu Fröhstockheim vom 24. Oktober 1760. Der Überbringer des Briefes wird im Brieftext dem Amtmann Bayer in Walsdorf als Johann Konrad Rhein vorgestellt, der sich im Ort niederlassen wollte:
„Obschon nicht zu wünschen ist, daß ein solcher Mensch von dem Vieh-Fall seine Nahrung finden möge, so ist hingegen solches bei diesem nicht absolutè notwendig, sondern er nähret sich mit dem Lederhandel, welches er selbst arbeitet, und legt sich auch stark auf die Arznei und wird folglich dem Ort keinen Schaden bringen, und ich halte also davor daß man ihm einen Platz zur Erbauung eines Häuslein anweisen solle [...].“
Damit begann ein langer Kampf zwischen Amtmann Bayer und Fallmeister Rhein, gegen dessen Ansiedlung viele Einwände vorgebracht wurden. Der Hauptgrund für die Ablehnung war die Zugehörigkeit des Fallmeisters zum Katholizismus, wie aus dem ersten Schreiben Bayers hervorgeht:
„weil er mit Weib und Kindern der gegnerischen Religion zugethan [es] sich anmaßen würde Münche und Pfaffen bei Tag und Nacht hereinzuziehen [und es] allermaßen leider nur all zu bekannt ist, wie der adversarische Clerus bei Erlangung des kleinsten Glieds sich eifrigst bemüht, den ganzen Corper zu erschnappen.“
Von Crailsheim entgegnete, dass man dem Fallmeister einen Platz anweisen sollte, welcher am „genachsten gegen ein katholisches Ort liege“. Außerdem müsse er für geistlichen Beistand im Krankheitsfall den Ort verlassen und er soll „nicht befuget sein einiges Viehe [...] zu halten.“ Bayer wies darauf hin, dass seit 1722 ein Beschluss existierte „die damaligen katholischen Inwohner zwar ungekränkt zu dulden, aber keine neuen mehr einzunehmen [...]“ und dass deshalb „von den 1722 hier gefundenen 12 katholischen Unterthanen Haushaltungen jetzonur noch einer vorhanden.“ So wurde der katholische Andreas Möhrlein aus Bamberg aus seinem Gut verbannt und dem Müller aus Mönchsambach aufgrund seiner Konfession der Kauf der Walsdorfer Mühle untersagt.
Drei Jahre später war das Fallhaus immer noch nicht gebaut. Der Fallmeister forderte Bayer energisch auf, ihm endlich alle Genehmigungen zu erteilen und das bezahlte Bauholz auszuhändigen. Letztendlich gewann der Fallmeister Rhein das Ringen mit dem Amtmann Bayer.
Im Juli 1764 wurde das Grundstück am Tütschengereuther Weg eingemessen, noch im selben Monat schlug der Protest weitere Wellen. Der Centgraf Weiß von Eltmann war ebenfalls über die geplante Ansiedlung des Fallmeisters verärgert:
„Centuntertanen zu Tütschengereuth sich höchst beschwert, daß im Fall solches Haus hergestellt, sie Tütschengereuther durch solches darinnen sich versammelnde Gesindel ganz gewiss viele Diebereyen ausgesetzt seyen [...].“
Zwischen Herbst 1764 und Frühjahr 1765 wurde die Fallmeisterei gebaut. Im Ort war jedoch keine Ruhe eingekehrt, 1765 kam es zu einer förmlichen Klage der Bewohner. Dem Fallmeister sollte verboten werden, sich mit den örtlichen Handwerksmeistern zu treffen. Im unteren Gasthof, dem Weißen Lamm wurden schon zuvor Streitereien ausgetragen. Bei der Ortsherrschaft schien der Fallmeister hingegen ein gutes Ansehen zu genießen. Als Reaktion auf das Schreiben des Centgrafen Weiß wies man den Amtsamm an:
„Derselbe wollte bey erster Gelegenheit von dem Kropf-Pulver des dasigen Fallmeister [...] und zwar in größerer Quantität als das vorige Mal übermachen.“
Es war vielleicht die Kunst der Arzneiherstellung des Fallmeisters Rhein, die den Walsdorfern trotz mehrjähriger Streitereien die „katholische“ Fallmeisterei bescherte. Im Laufe der Jahrzehnte stiegen die Fallmeister zu vollwertigen Gemeindegliedern auf.
Michael Hegel und sein Stiefsohn bauten die Fallmeisterei sowie ein Gebäude auf der gegenüberliegenden Straßenseite im Jahr 1860 und 1864 neu.
Spuren des katholischen Bekenntnisses sind noch im straßenseitigen Giebel der Fallmeisterei zu erkennen. Die 1860 eingesetzte Wandnischenmadonna ist das einzige Zeugnis katholischer Volksfrömmigkeit in Walsdorf.

### Jüdische Gemeinde

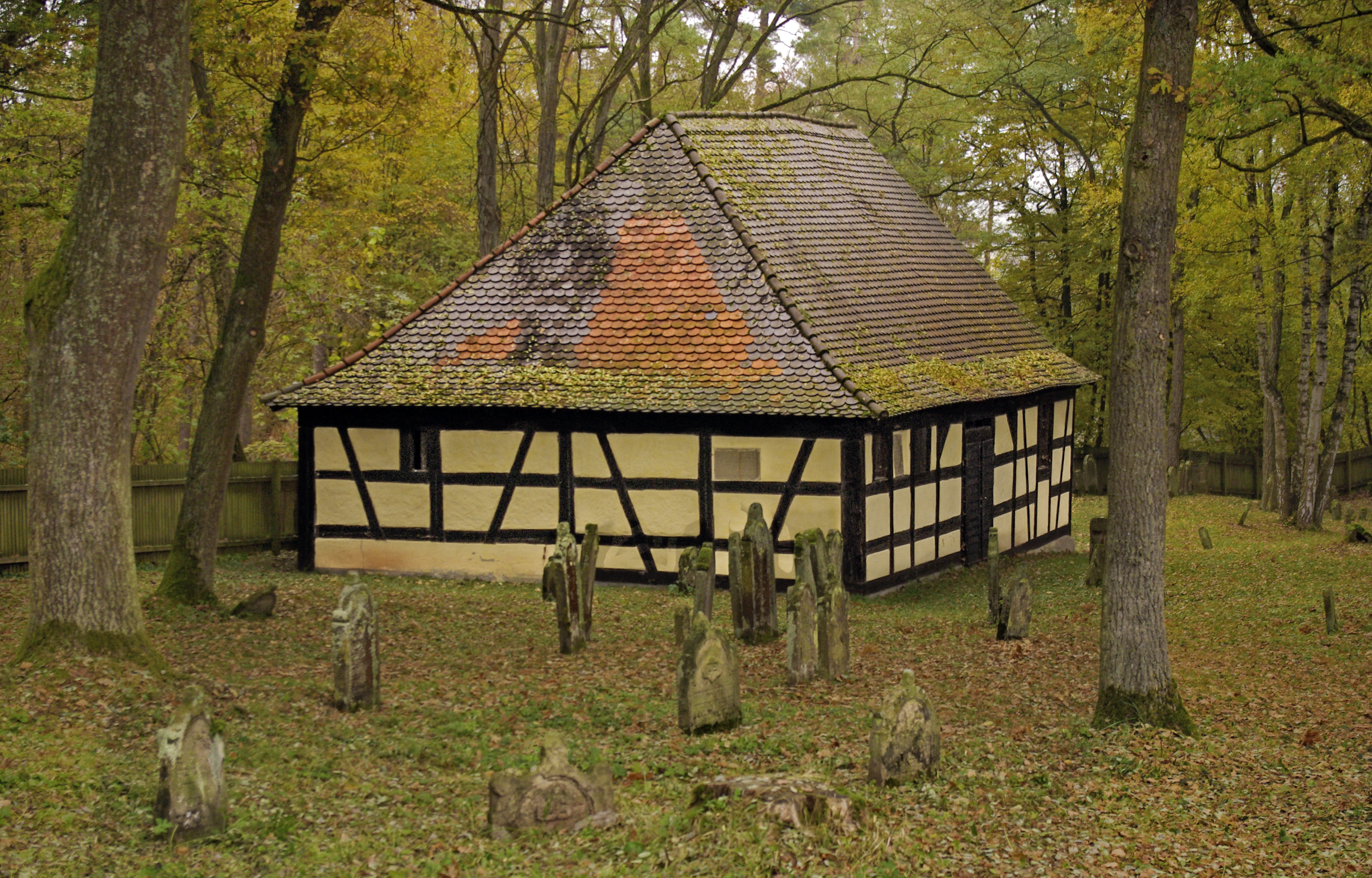
Friedhof mit Taharahaus

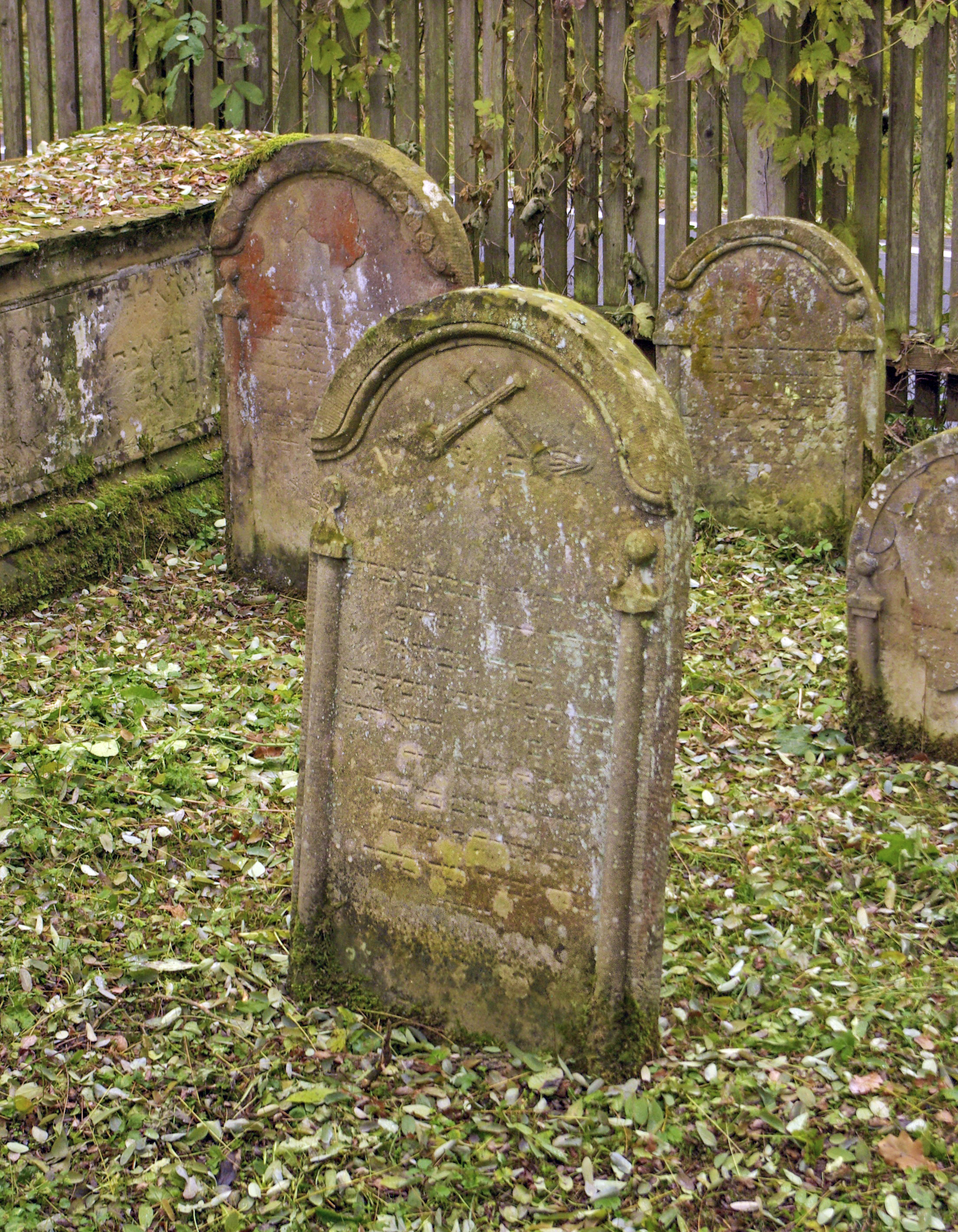
Kunstvoll verzierter Grabstein

#### Ansiedlung
Mit dem Pfandleiher Menlein Jud begann 1608 die Geschichte der Juden in Walsdorf, die zunächst nur bis Mitte des Dreißigjährigen Krieges (1630) dauerte. Erst für das Jahr 1672 lassen sich wieder acht jüdische Familien in Walsdorf nachweisen. Aufgrund der Teuerung kam es 1699 zu Übergriffen auf Juden im Hochstift Bamberg. Der Grundherr von Crailsheim siedelte die über Walsdorf verteilten Juden ab 1724 am Schafberg an, wodurch das Walsdorfer Judenviertel entstand. Die Aufnahme jüdischer Siedler war äußerst lukrativ, neben dem zwei- bis dreifachen Einzugsgeld konnte man Gebühren wie Kopfgeld, Neujahrsgeld, Begräbnisgebühr und „Schächtaccis“ (Schlachtgebühr für jüdische Metzger) verlangen. 1792 zählte man 22 Familien jüdischen Glaubens in Walsdorf. Zur Zeit des Übergangs an Bayern 1804 wurden 28 Familien mit etwa 120 Familienangehörigen gezählt, womit die jüdischen Bürger ein Fünftel der Bevölkerung stellten. 1813 nach Abschaffung des Matrikelparagraphen der bayerischen Judengesetzgebung wurden nicht wenige Juden Handwerker oder Bauern. Mitte des 19. Jahrhunderts verkleinerte sich wegen Abwanderung jüdischer Familien die Gemeinde, die ersten zogen in die umliegenden Städte, andere wanderten nach Amerika aus. 1907 vereinigte sich die klein gewordene jüdische Gemeinde mit der von Trabelsdorf. Walsdorf gehörte zum Distriktsrabbinat Burgebrach.

#### Synagoge
Im Jahre 1731 genehmigte der Lehnsherr von Crailsheim den Bau der Walsdorfer Synagoge, die 1732 auf herrschaftlichem Grundbesitz über einem Felsenkeller errichtet wurde. Sie gehörte der Familie von Crailsheim, bis sie 1862 mit der Judenschule in das Eigentum der Kehillah, der jüdischen Gemeinde Walsdorf überging. Im gleichen Jahr wurde sie umgebaut und renoviert. Weitere Renovierungen fanden 1903 und 1930 statt. Das Gebäude ist ein massiver Saalbau mit flachem Satteldach und hohen Rundbogenfenstern. An der Tür sieht man eine Mittelsäule mit Kapitell. An der Ostfassade sind der Okulus und zugemauerte Rundbogenfenster sichtbar. Die Synagoge wurde am 8./9. August 1862 durch den Distriktsrabbiner Hartwig Werner aus Burgebrach eingeweiht. 1940 wurde die Synagoge von der jüdischen Gemeinde an eine Familie im Ort verkauft. Diese bescheidene, allerdings durch neuere Zubauten eingeengte Synagoge im Süden des Herrschaftssitzes zeugt noch von der kleinen jüdischen Gemeinschaft. Heute ist sie stark reparaturbedürftig und ungenutzt. Die Einstellung des heutigen Inhabers lässt sich an der Eingangstür der ehemaligen Synagoge ablesen: „Gott schütze mich vor Staub und Schmutz, Blitz, Feuer, Krieg und Denkmalschutz!“

#### Nationalsozialismus
1933 lebten noch 23 Juden in Walsdorf. Auf Grund der zunehmenden Repressalien und der Folgen des wirtschaftlichen Boykotts verließen in den folgenden Jahren elf den Ort beziehungsweise wanderten aus. Beim Novemberpogrom 1938 brachen SA-Leute aus Bamberg die Synagoge auf und zerstörten Türen, Fenster und die Einrichtung. Man entschied sich im letzten Moment gegen ein Abfackeln der Synagoge, da die Nachbarn um ihre Häuser fürchteten. Am Tag darauf wurden die Kinder zu den verstreut liegenden Gebetsbüchern geführt, um mit ihnen ein Feuer zu schüren. 1939 sollten die Grabsteine des Judenfriedhofs als Straßenbaumaterial verwendet werden, was jedoch verhindert wurde da „man genügend geeignete Steine besitze und außerdem der Friedhof Crailsheimer Besitz sei“.
Sieben jüdische Einwohner wurden im April 1942 nach Izbica deportiert. Die einzige von dieser Deportation verschonte Person, Rosa Karl, starb im September 1942 auf dem Transport nach Theresienstadt. Das Gedenkbuch des Bundesarchivs verzeichnet insgesamt neun in Walsdorf wohnhafte und elf in Walsdorf geborene jüdische Bürger, die dem Holocaust zum Opfer fielen. Der damalige Pfarrer Förtsch schrieb dazu: „Die Gemeinde endet eines Sonntags, als alle verbliebenen Juden unter Polizeiaufsicht auf einen Laster verladen und mit unbekannten Ziel weggebracht wurden.“

#### Walsdorfer Judenfriedhof
Der jüdische Friedhof ist noch ein auffallendes Charakteristikum der ehemals eigenständigen jüdischen Gemeinde. Die 1628 zum ersten Mal genannte Anlage wurde 1676 mit 1,61 Tagwerk festgelegt und ist mit 1084 Gräbern der größte jüdische Friedhof im Landkreis Bamberg. Er war seit dem 17. Jahrhundert gemeinsames Eigentum der jüdischen Gemeinden Bamberg, Bischberg, Burgebrach, Grasmannsdorf, Lisberg, Reichmannsdorf, Trabelsdorf, Trunstadt, Viereth und Walsdorf. 1742 wurde ein neues Taharahaus in Fachwerkbauweise errichtet. Das ca. 12 m × 8,6 m große Gebäude wird von der Ostseite her betreten. Von einem ca. vier Meter langen Gang aus sind die vier Räume erreichbar. Im ersten Raum links befindet sich ein alter Tahara-Tisch. Zwei Tafeln an der Wand besagen, dass das Gebäude 1742 auf Kosten des Elieser Lippmann und seiner Frau erbaut wurde.
Die meisten der Grabsteine sind aus Sandstein und nur wenige jüngere aus Granit. Bis 1851 wurden auch die Bamberger Juden in Ermangelung eines eigenen Friedhofs in Walsdorf bestattet. Die Inschrift an den Pfeilern der Eingangspforte lautet:
„Der Eingang zum ewigen Leben ist dies. Es schwingen die Seelen zum Paradies. Die Hüllen schlummern in Gräbern süß. 1887“ Im Jahr 1887 wurde die Eingangspforte neu errichtet, auf der rechten Seite ist die Inschrift hebräisch, auf der linken deutsch. Der ältere Teil des Friedhofs liegt hinter dem Eingangstor und der jüngere am Hang des steil abfallenden Geländes. Der Friedhof wurde unter anderem 1936 und 1946 geschändet. Ein Totenbuch aus der Zeit von 1812 bis 1848 mit den Namen der in Walsdorf bestatteten Bamberger Juden ist veröffentlicht.

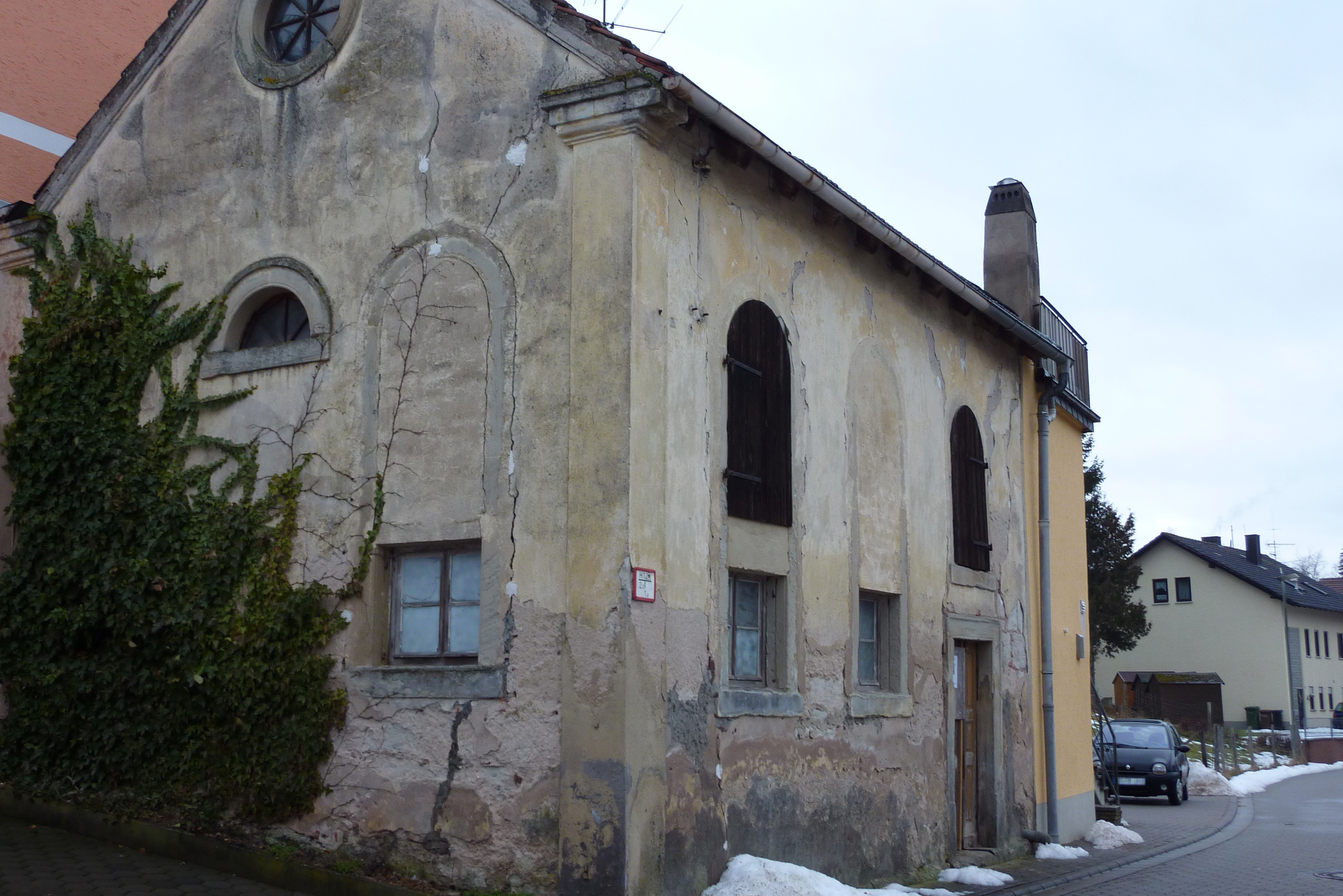
Ehemalige Synagoge
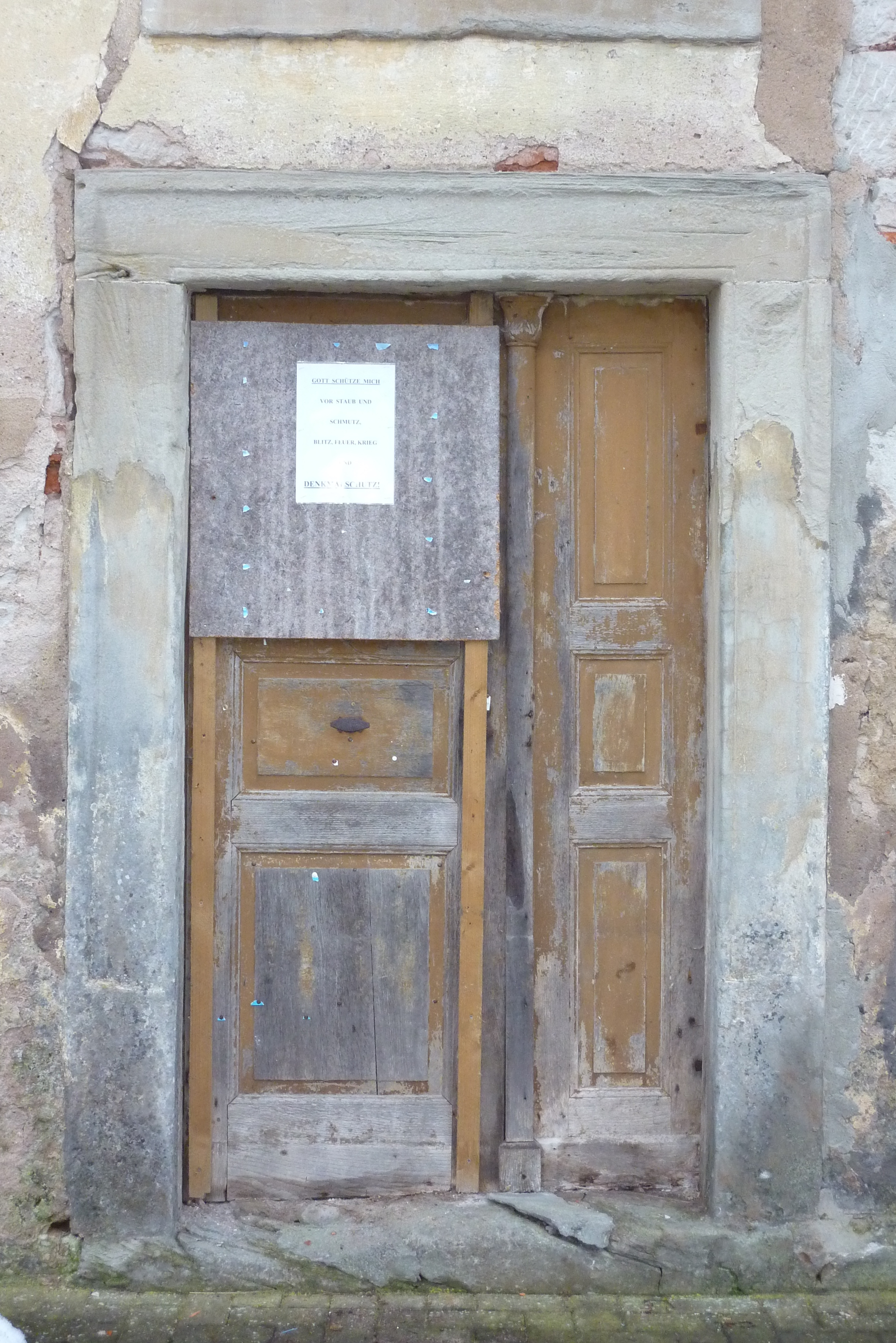
Synagogentür
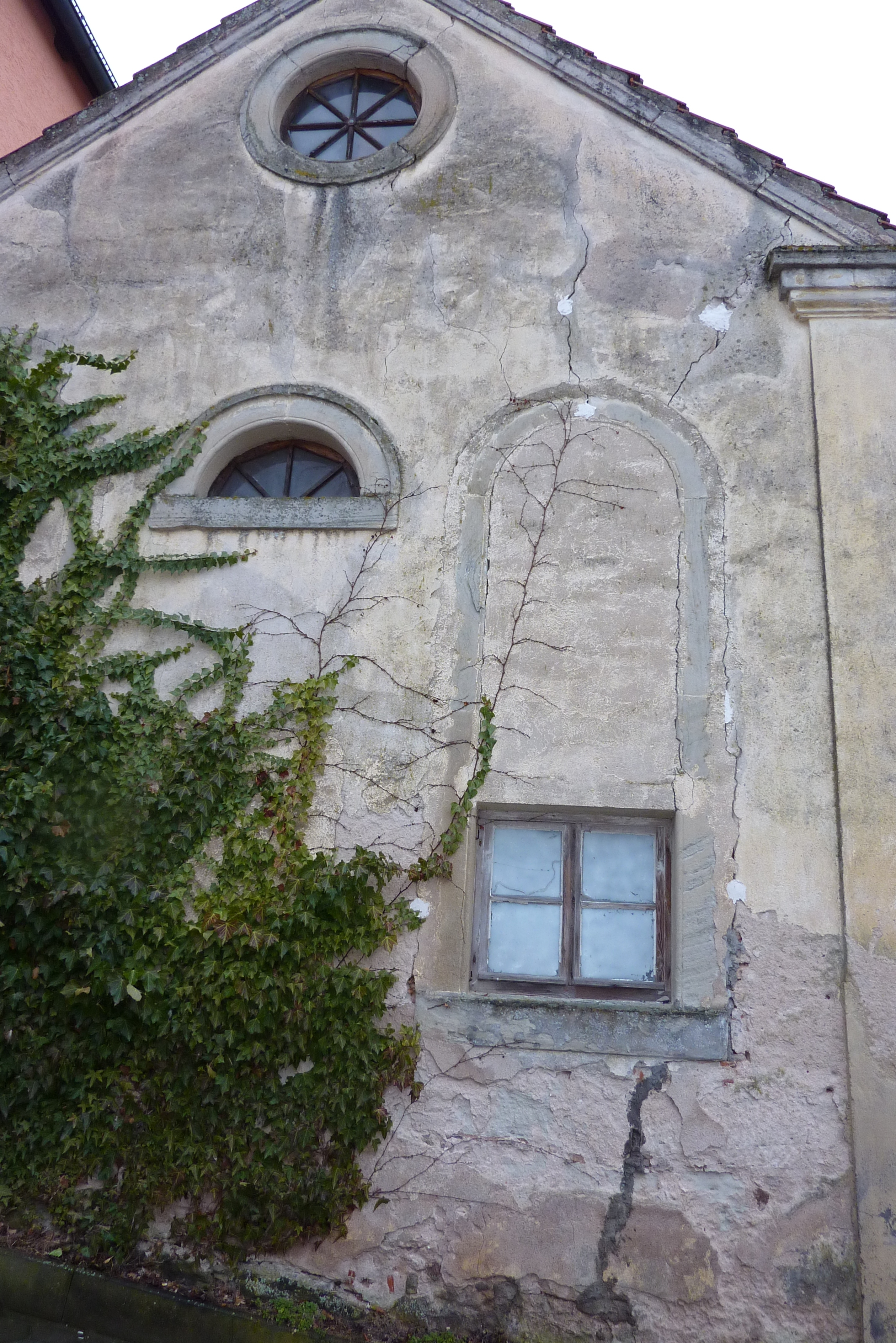
Synagogenfenster
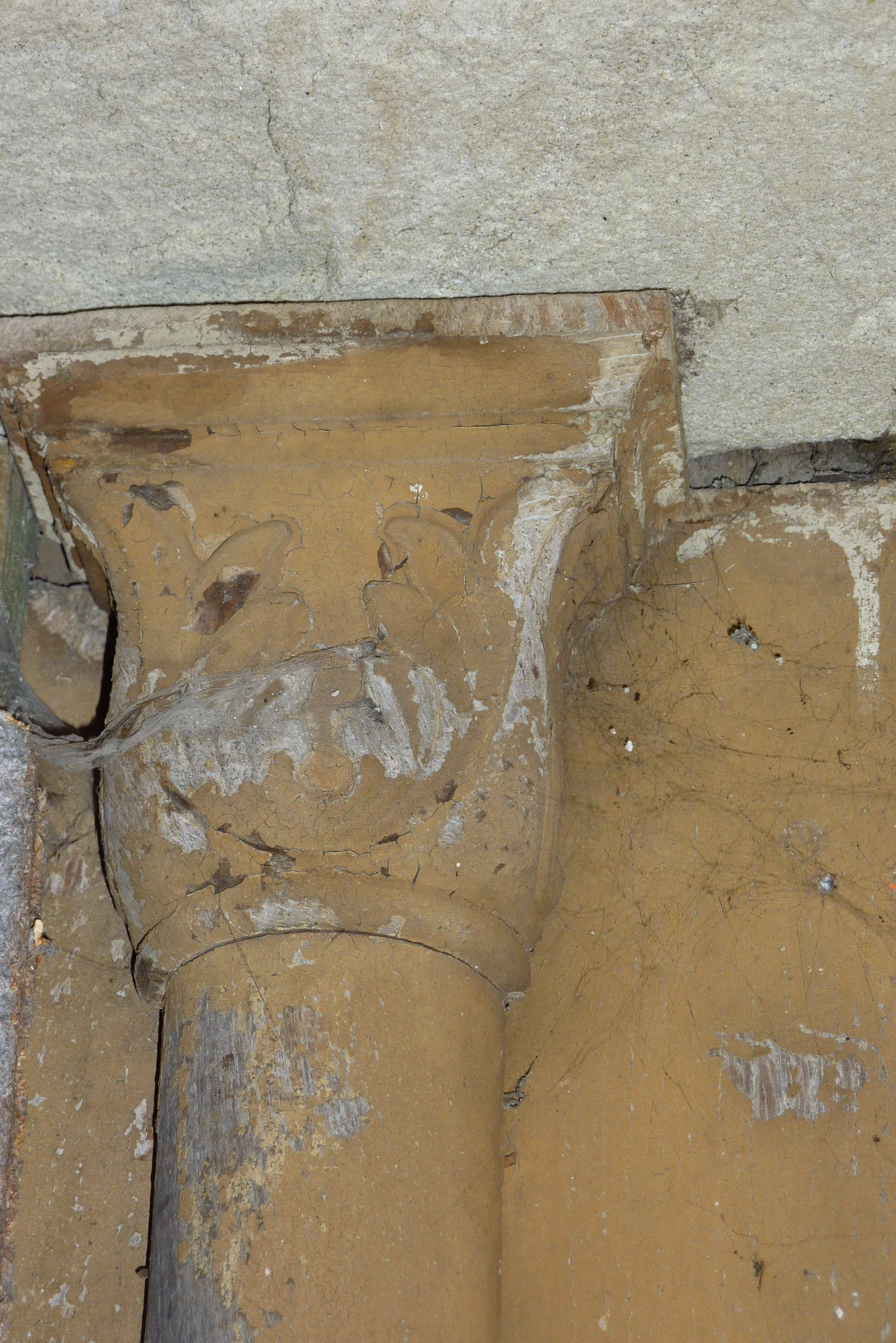
Synagogenkapitell
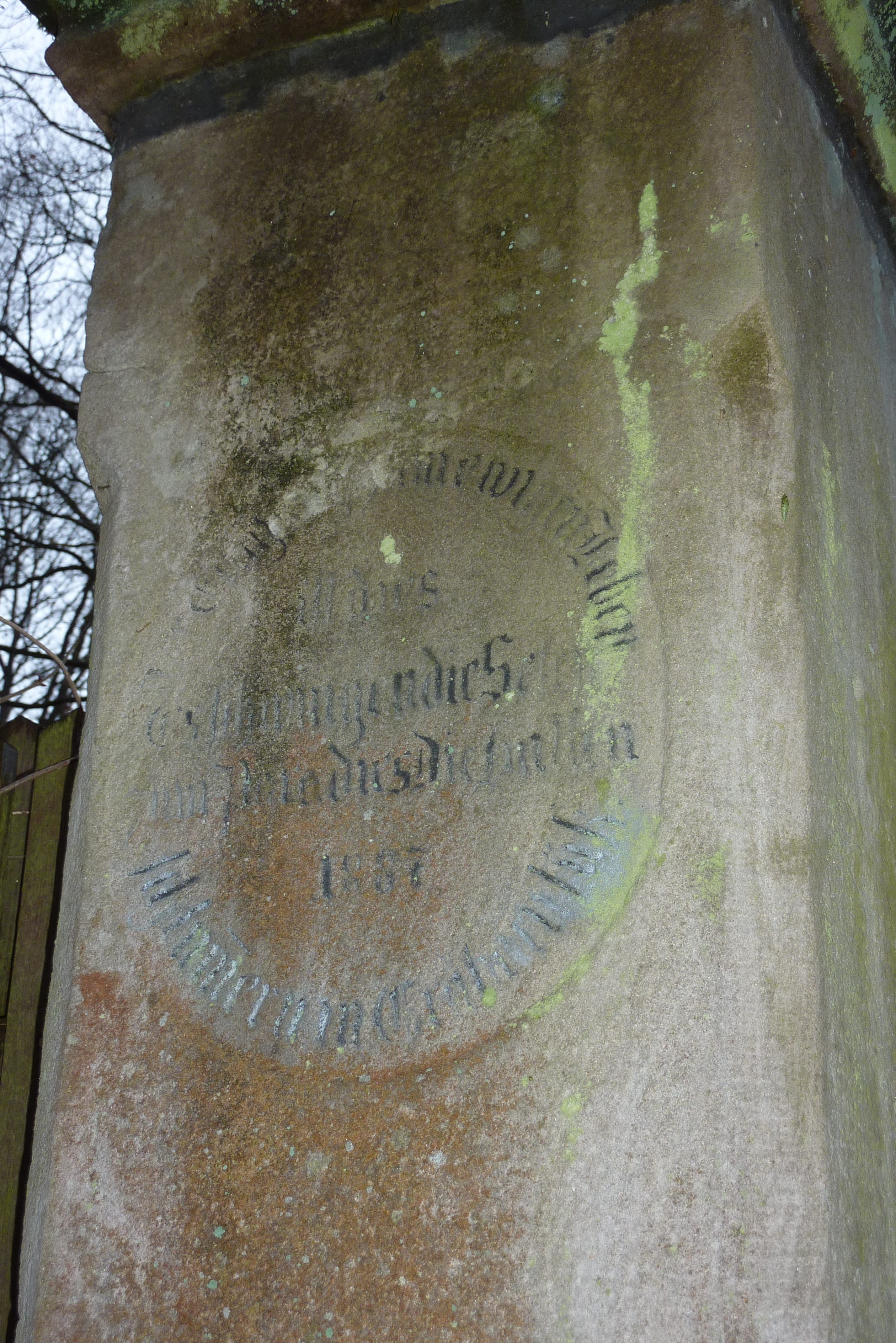
Eingangspforte links
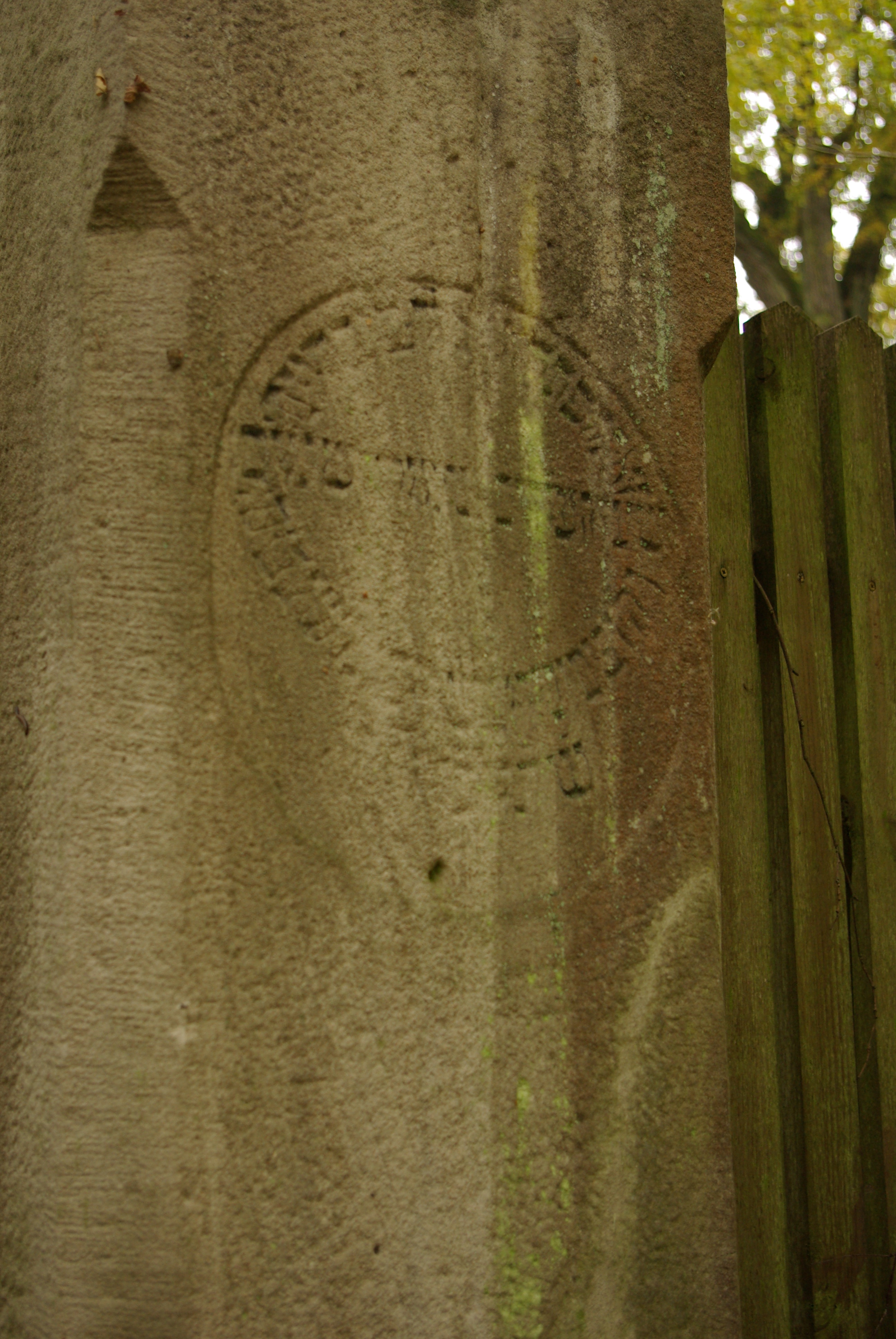
Eingangspforte rechts
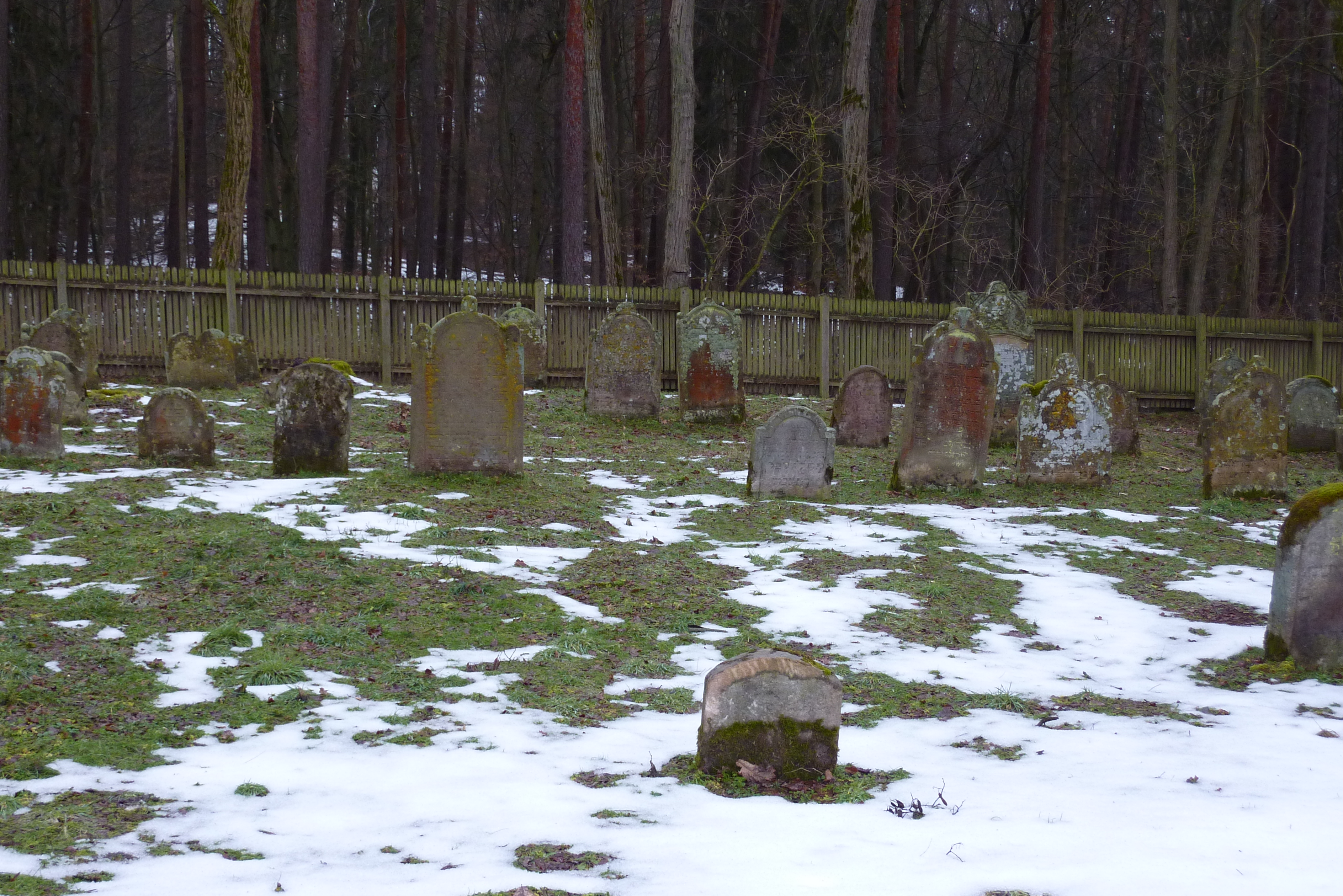
Grabsteine frontal
Grabsteine rückseitig
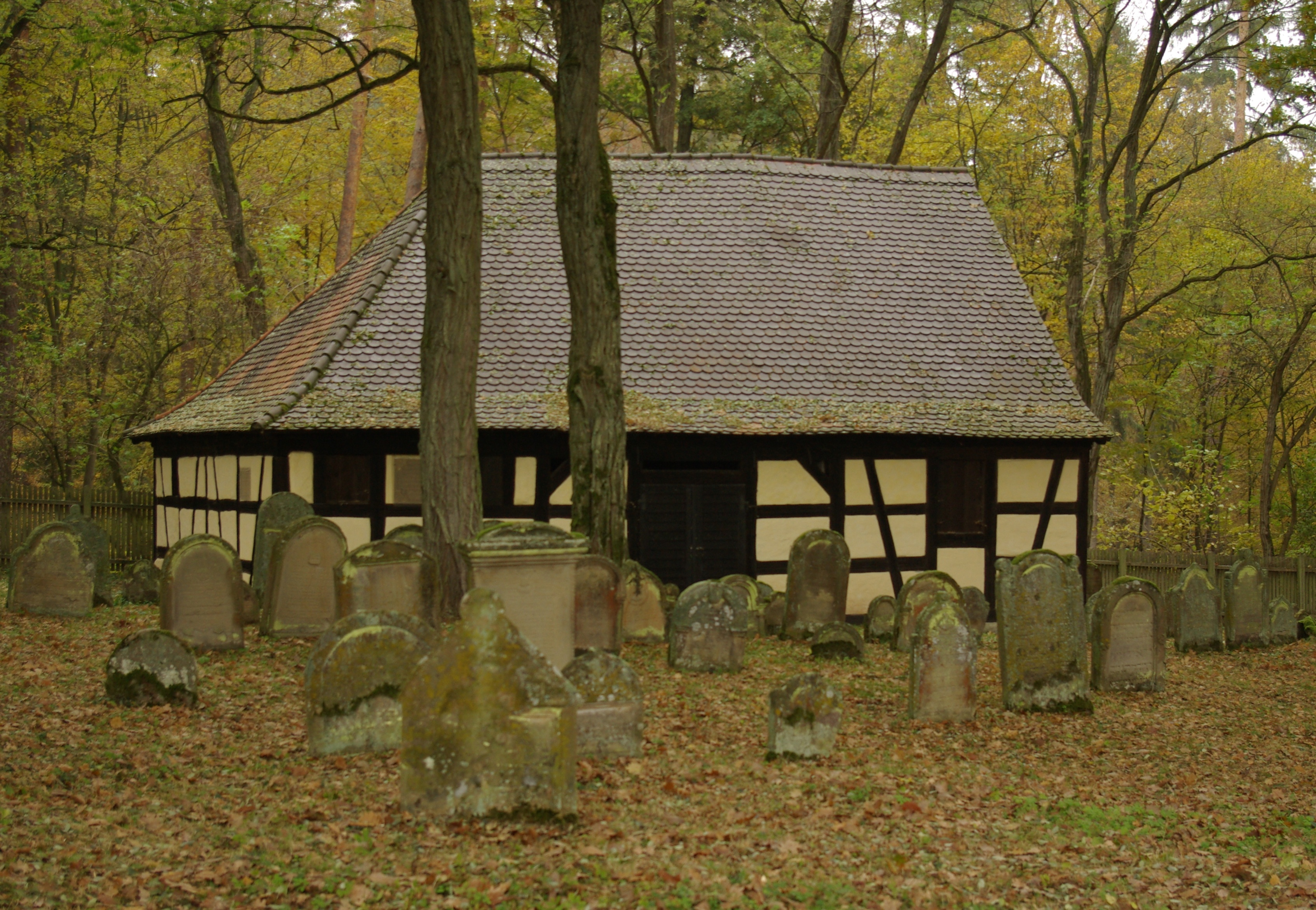
Tahara-Haus

### Dorfstruktur

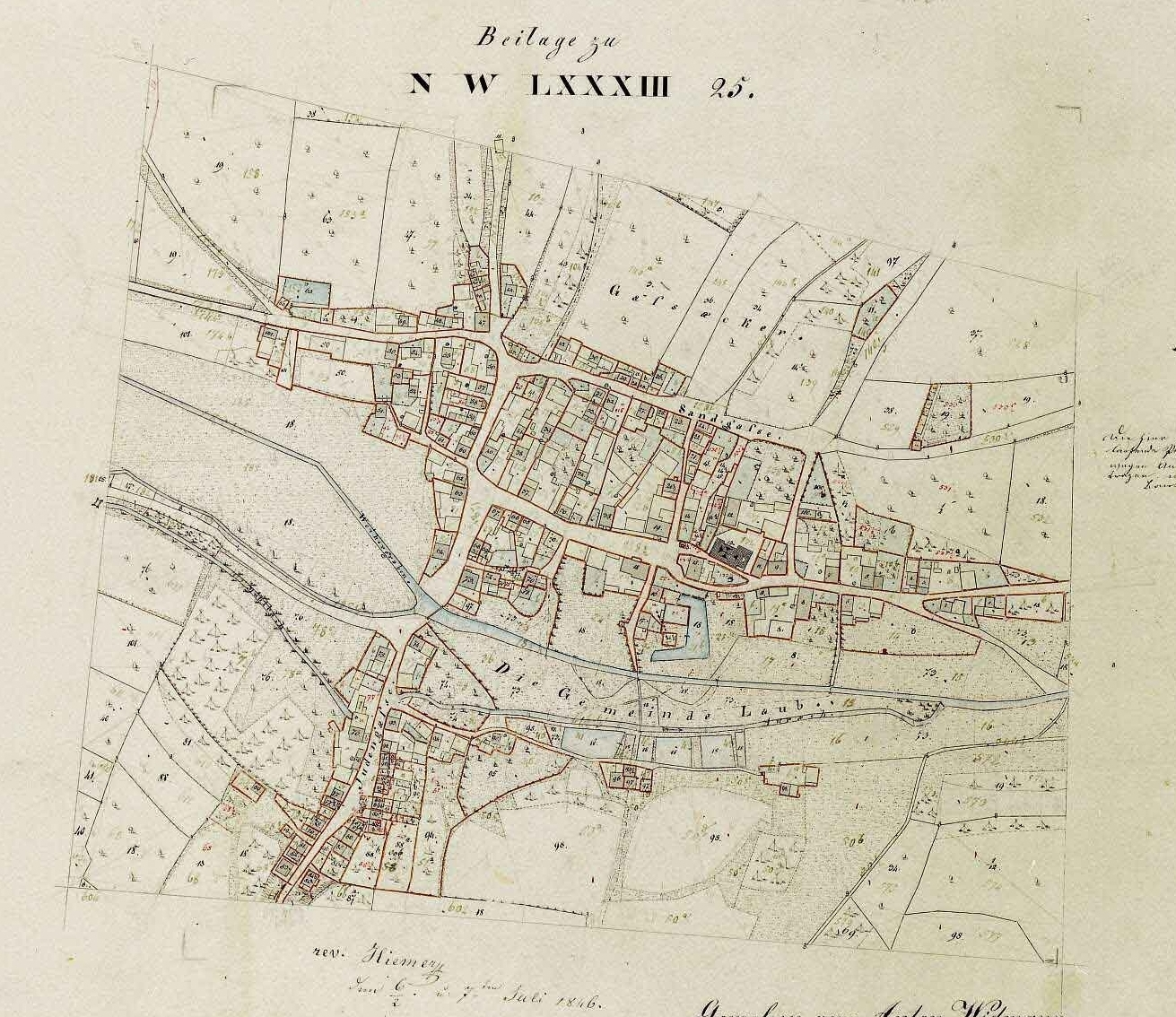
Katasterplan 1846

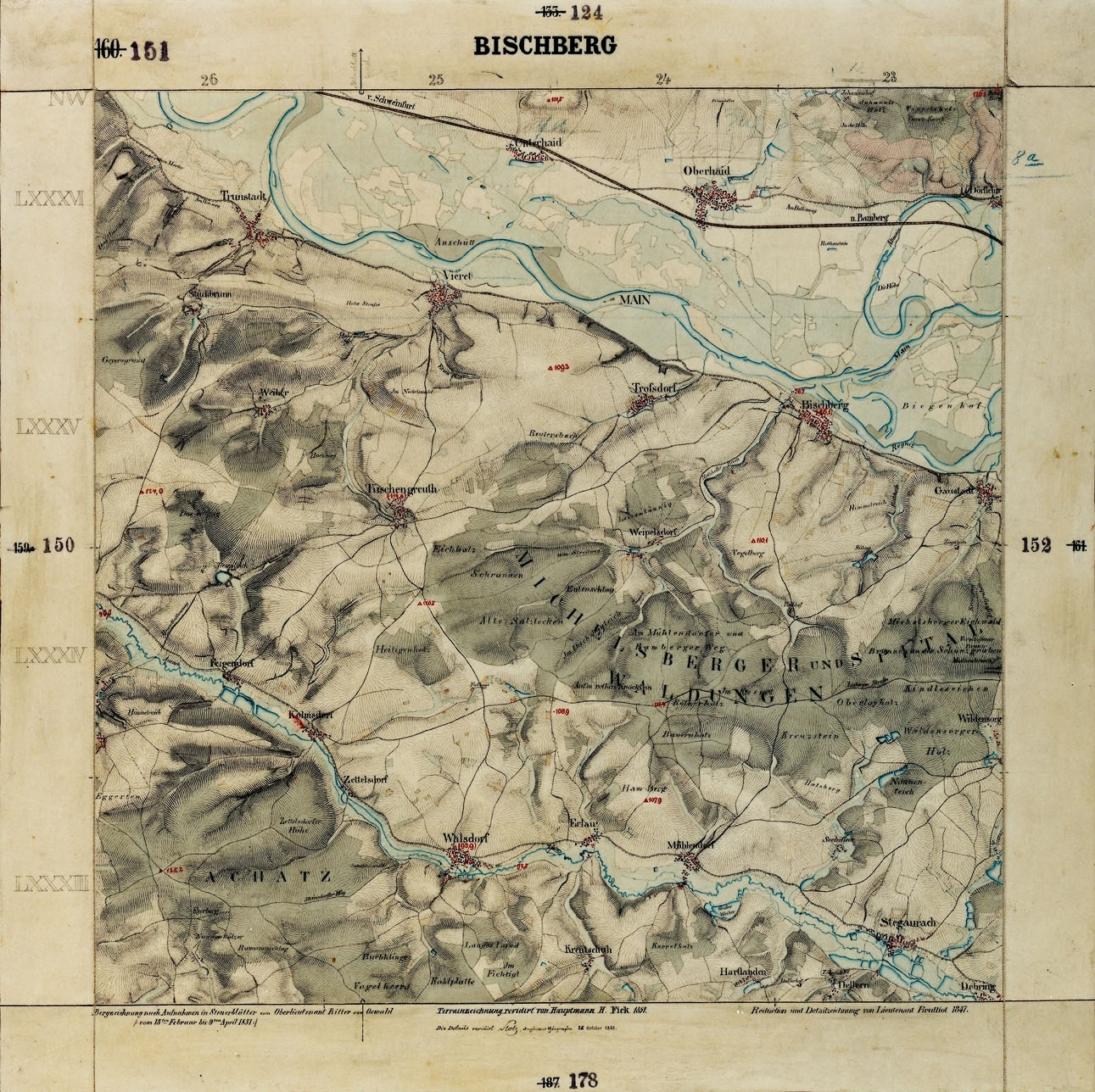
Walsdorf bis Regnitz 1851

Die Struktur des Dorfes lässt sich grob in drei Teile gliedern: den Gründungsort mit einer Zeile von Höfen und westlich davon den ehemaligen Schlossbereich, die spätmittelalterliche Siedlungserweiterung östlich und besonders westlich des Dorfkerns und das relativ neue Judenviertel aus dem 18. Jahrhundert südlich der Aurach. Das Schloss mit Wassergraben östlich des jetzigen Crailsheimer Amtshauses stand an der Kreuzung der Talstraße und einer alten Nord-Süd-Verbindung. Auf dem Katasterplan von 1846 ist der Marktplatz zwischen Schloss und dem Gasthaus Weißes Lamm noch gut erkennbar. 1885 errichtete der Kaufmann Johann Herzog aus den Steinen des Schlosses das sogenannte Herzogenhaus im städtischen Stil östlich gegenüber der Bäckerei Grubert. Sonderbauten des Ortes waren neben der Fallmeisterei die herrschaftliche Ziegelei am Schafsberg, die herrschaftliche Schäferei am Ortsende Richtung Zettelsdorf, die Synagoge über dem ehemaligen Felsenkeller und der jüdische Friedhof. Der Brand im Stirnweiss-Viertel 1929, der erst nach drei Tagen mit Verstärkung durch die Bamberger Feuerwehr gelöscht werden konnte, zerstörte einen großen Teil des Dorfkerns. Mit dem „Brünnla“ am Mühlbach mit Baumgruppe, Ruhebank, Grenzsteinen, Brunnenhäuschen und Teich ist ein Stück des historischen Dorfbilds erhalten geblieben, zurückzuführen auf den hochwassergefährdeten und unsicheren Baugrund. Der ehemalige Dorfrand ist nicht wiederzuerkennen, nur die großen Flächen der Streuobstwiese und das ehemalige Gelände des Sommerkellers der Brauerei Stirnweiss deuten noch darauf hin.

### Eingemeindungen
Im Zuge der Gebietsreform in Bayern wurde am 1. Juli 1971 die Gemeinde Kolmsdorf mit dem Gemeindeteil Feigendorf und am 1. Mai 1978 die Gemeinde Erlau nach Walsdorf eingegliedert.

### Einwohnerentwicklung
Durch die Grenzöffnung stiegen die Einwohnerzahlen innerhalb von zehn Jahren um ein Drittel. Im Jahr 2006 erreichte die Einwohnerzahl mit 2689 ihren Höchststand. Nach 2000 konnten die hohen Zuwachsraten nicht beibehalten werden, genügen aber, um die Einwohnerzahl trotz Geburtendefizit stabil zu halten.
Im Zeitraum von 1988 bis 2018 wuchs die Gemeinde von 1727 auf 2620 um 893 Einwohner bzw. um 51,7 %, das ist der höchste prozentuale Zuwachs im Landkreis im genannten Zeitraum.

### Wirtschaft
Als Bauern- und Handwerksdorf mit Kalkhütte, Sägemühle, drei Nagelschmieden und verschiedenen Bauhandwerkern wie Schreiner, Zimmerer, Glaser und Maurer hatte Walsdorf eine überörtliche Bedeutung. Die Rolle als Pfarrort, Sitz von Herrschaft und jüdischer Gemeinde sowie das Vorhandensein eines Landarztes Anfang des 19. Jahrhunderts verstärkte dies noch. Bis ins 18. Jahrhundert existierten sieben Fischteiche, mit der Actum Walßdorff vom 31. Juli 1760 wurden die vier Weiher zwischen Walsdorf und Zettelsdorf trockengelegt um die „Wiesennot“ zu beheben. Die Weiher nahmen wahrscheinlich die ganze Fläche zwischen den beiden Dörfern ein, ab der Mitte des 19. Jahrhunderts wird der Bereich als Weiherwiese aufgeführt. Im frühen 19. Jahrhundert wurde der Weinanbau von Hopfen und Obstplantagen verdrängt. Aufgrund der dichten Besiedelung wurde eine Doppelkultur aus Ackerbau und Streuobst betrieben. Vor allem Zwetschgen, die frisch verkauft oder mit „Dörzennen“, tablettartigen Flechtwerken aus der Waldrebe Clematis vitalba, in den Backofen geschoben wurden. In der zweiten Hälfte des 19. Jahrhunderts setzte durch lagerfähiges Bier und Kartoffeln der Bau von Felsenkellern im großen Stil ein. Die teilweise bis auf den Sandstein eingeschnittenen Hohlräume begünstigten den Bau zusätzlich, was Walsdorf einen heute noch sichtlichen Reichtum an Felsenkellern bescherte. Nach dem Ersten Weltkrieg wurde die auf der obigen Karte von 1851 abgebildete Waldfläche Langes Land für Reparationsleistungen fast komplett gerodet und in den 1930er Jahren teilweise wieder aufgeforstet. Heute hat sich der Bestand wieder vollständig erholt und der geschichtsträchtige Landschaftswandel ist vom angrenzenden Sportplatz aus nicht mehr ersichtlich. Bis in die 1930er Jahre bestand auch die Froschfängerrei. Die aus Priesendorf kommenden Froschfänger nutzten die Seitengräben der Aurach als Jagdrevier, um die Froschschenkel zu ergattern. Als Fangutensil wurde der Rechen benutzt, mit dessen Stil die Frösche nach dem Herausziehen getötet wurden.
Die historisch wichtigsten Wegverbindungen waren der Michelsberger Weg nach Bamberg, der Ampferbach Weg und der Kühtrieb nach Tütschengereuth für den Zugang zu den Waldflächen im Weipelsdorfer Wald, an denen man Nutzungsrechte hatte.

## Ortsbild und Kultur

### Laurentius-Kirche
Die St.-Laurentius-Kirche ist eine der ältesten evangelischen Kirchen im Landkreis Bamberg. Der älteste Teil ist der Kirchturm aus dem 14. Jahrhundert. Die Kirche brannte zweimal ab und wurde 1577 und 1608 umgebaut. Die Familie von Crailsheim ließ sie neu gestalten. Von 1701 bis 1759 erhielt sie eine neue Innenausstattung im Stil des Barock und der Turm eine welsche Haube. Seit dem Jahr 1806 ist sie die Mutterkirche der evangelischen Kirchengemeinden in der Umgebung.

### Baudenkmäler
Das Crailsheimische Jägerhaus sowie das Amts- und das Forsthaus sind von kulturhistorischer Bedeutung und örtliche Sehenswürdigkeiten.

### Veranstaltungen
Überregional bekannt ist Walsdorf für seinen Bauernmarkt. Eine Vielzahl von Landwirten, Direktvermarktern, Ausstellern und Handwerkern präsentieren dort ihre Waren und geben Einblick in traditionelle Handwerkskünste. Hauptattraktion des Bauernmarkts ist die Bulldog-Parade, bei der bis zu 100 Oldtimer das Dorf durchqueren. Weitere Veranstaltungen sind die Ballers Night, der Faschingsball, das Fischessen, der Maibockanstich, das Johannisfeuer, das Quattro-Fun-Turnier und die Kirchweih. Für die gemeindlichen Veranstaltungen stehen neben dem Gasthof, dem Gelände der alten Brauerei Stirnweiss und der Schulturnhalle große Holz-Pavillons am Sportheim und am Radweg zwischen Walsdorf und Erlau zur Verfügung.

### Sport und Vereinswesen
In der Gemeinde Walsdorf gibt es gegenwärtig 29 Vereine. Der größte ist der SV Walsdorf mit 770 (Stand 2008) Mitgliedern und den acht Abteilungen Fußball, Tischtennis, Kegeln, Gymnastik, Tennis, Schach, Schießsport und Leichtathletik. Die Gemeinde verfügt über ein Waldsportgelände mit einer 400-Meter-Bahn, einem Basketballplatz, vier Tennisplätzen und zwei Fußballfeldern sowie einer kleinen Multi-Sport-Anlage. Die Vereinszeitung Volltreffer erscheint zu den Heimspielen der ersten Fußball-Herrenmannschaft und berichtet aus dem Vereinsleben.

### Bildung und Jugendarbeit
Es gibt eine Grundschule mit vier Klassen, 85 Schülern (Stand 2013) und eine Mittagsbetreuung, die professionell geführt und vom Verein frei(T)RAUM getragen wird. Im Jahr 2014 standen 112 Kindergartenplätze in zwei evangelischen Kindergärten zur Verfügung, von denen 87 belegt waren.
Im Jugendtreff Chill Out im teilrenovierten Herzogenhaus können sich Kinder ab zwölf Jahren am Dienstag und Freitag treffen. Die Durchführung findet im Rahmen des Jugendarbeitmodells (JAM) statt. Das Kooperationsprojekt zielt darauf hin, eine gute inner- und übergemeindlich vernetzte Jugendarbeit zu gewährleisten und wird vom Landkreis Bamberg anschubfinanziert.

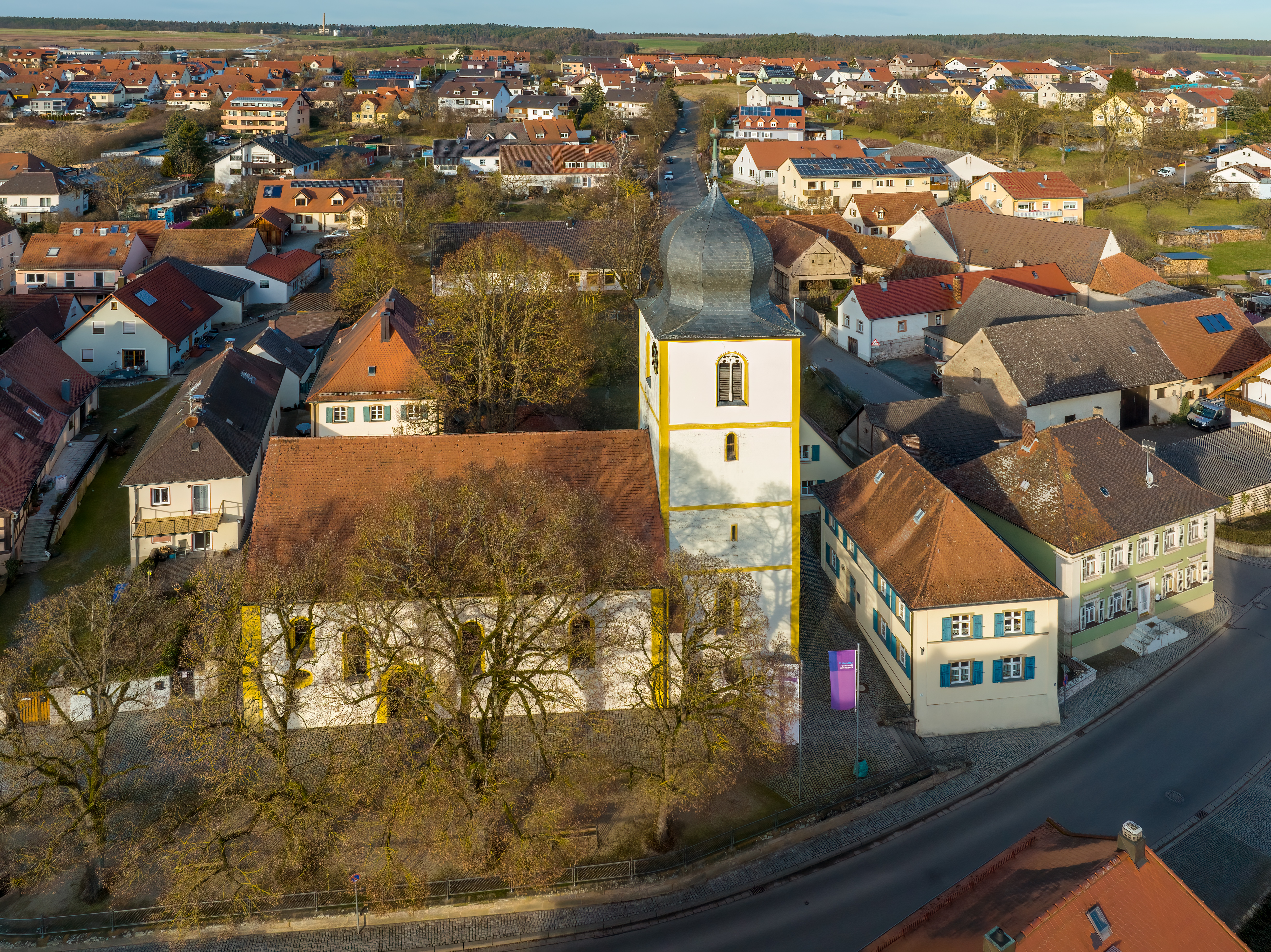
Evangelische Kirche Walsdorf

## Religion
Walsdorf war lange Zeit die einzige Kommune im Landkreis Bamberg mit einer mehrheitlich evangelisch-lutherischen Bevölkerung. Noch im Jahr 1987 waren 57,3 % der Bevölkerung evangelisch-lutherisch und 41,0 % römisch-katholisch. Heute ist es umgekehrt: Laut Zensus am 9. Mai 2011 sind 46,7 % der Einwohner römisch-katholisch und 37,1 % evangelisch-lutherisch. 16,2 % haben eine andere Religion oder sind konfessionslos.

## Politik

### Bürgermeister
Bürgermeister ist seit 1. Mai 2020 Mario Wolff (Freie Liste), der sich mit 65,10 % der Stimmen gegen einen Mitbewerber durchsetzte. Er ist der Nachfolger von Heinrich „Heiner“ Faatz (CSU). Dieser wurde im Jahr 2002 Nachfolger von Hans Heinrich Köhlerschmidt (CSU/Freie Liste), 2008 mit 88,92 % und 2014 ohne Gegenkandidaten mit 76,33 % der Stimmen im Amt bestätigt. Zweiter Bürgermeister ist der 2005 erstmals und 2008 sowie 2014 wiedergewählte Werner Auer (Freie Liste). Seit der Auflösung der Verwaltungsgemeinschaft im Januar 2013 befindet sich das Rathaus im ehemaligen Verwaltungstrakt der Walsdorfer Schule.

### Gemeinderat
Die Gemeinderatswahlen seit 2014 ergaben folgende Stimmenanteile und Sitzverteilungen:
| Partei/Liste    | 2020   | 2020   | 2014    |
| Partei/Liste    | %      | Sitze  | Sitze   |
| --------------- | ------ | ------ | ------- |
| Freie Liste     | 63,9   | 9      | 7       |
| CSU             | 36,1   | 5      | 5       |
| SPD             | –      | –      | 2       |
| Wahlbeteiligung | 65,3 % | 65,3 % | 54,95 % |

### Verwaltungsgemeinschaft
Am 1. Mai 1978 bildete die Gemeinde Walsdorf mit den Nachbargemeinden Stegaurach, Lisberg und Priesendorf eine Verwaltungsgemeinschaft, aus der die beiden Letztgenannten zum 31. Dezember 1979 wieder ausschieden. Ab 1. Januar 1980 waren nur noch Stegaurach und Walsdorf Mitgliedsgemeinden der Verwaltungsgemeinschaft Stegaurach.
In einer Sitzung am 12. Juni 2007 beantragte die Gemeinderat Walsdorf, sich wieder zu verselbstständigen. Die Gemeinschaftsversammlung der Verwaltungsgemeinschaft Stegaurach, der Gemeinderat Stegaurach, die Kommunalaufsicht des Landratsamtes Bamberg sowie die Fachaufsicht der Regierung von Oberfranken sprachen sich für eine Nichtauflösung der Verwaltungsgemeinschaft Stegaurach aus. Auch das Staatsministerium des Innern wies schriftlich auf eine Reihe von nachteiligen Folgen bei einer Auflösung der Verwaltungsgemeinschaft hin. Unter anderem wird der bisherigen Verwaltung hohe Effizienz bescheinigt sowie vor einem erheblichen zusätzlichen Bedarf an Investitions- und Personalkosten gewarnt.
Der Bürgermeister wies die Kritik jedoch mit den Worten zurück: „Es gibt keine Veränderungen, nichts wird teurer“. Da die Gemeinde Walsdorf ihren Antrag weiterhin aufrechterhielt, verabschiedete der Bayerische Landtag das Gesetz vom 4. Dezember 2012, mit dem die Gemeinde Walsdorf ab 1. Januar 2013 wieder in die Selbstständigkeit entlassen wurde.

### Wappen
| Wappen von Walsdorf | Blasonierung: „Gespalten von Gold und Rot, im Schildfuß belegt mit einem schwarzen Schild, darin ein goldener Balken; vorne eine schwarze Pferdebremse, unterlegt mit einem roten Lederseil, hinten ein silberner Rost.“ |
| Wappen von Walsdorf | Wappenbegründung: Die Rossbremse ist eine Anlehnung an die im 15. und 16. Jahrhundert regierenden Herren von Thüngfeld. Das Wappen am Schildfuß gibt Aufschluss über die prägende Rolle des Crailsheimer Adelsgeschlechts. Der Rost im rechten Flügel ist das typische Attribut des Heiligen Laurentius. Es spiegelt die damals hohe Bedeutung der St.-Laurentius-Kirche für Bevölkerung und Umgebung wider. Die Schildhälften zeigen die Wappenfarben der angrenzenden Hochstifte Bamberg (Schwarz-Gold) und Würzburg (Silber-Rot). |

## Wirtschaft und Infrastruktur

### Unternehmen
In der Gemeinde gibt es eine ausgewogene Mischung von Handwerk, Industrie und Landwirtschaft. Zum Handwerk zählen insbesondere der Holzbau sowie Maler und Fliesenleger. Die beiden mit Abstand größten Firmen waren Unex Metall und der Rebhan'. Eine Brauerei in Erlau produzierte bis 1996.
Die Kunststofftechnik Rebhan GmbH war ein Tochterunternehmen eines Schweizer Unternehmens. Es fertigte Verpackungshohlkörper für kosmetische, chemische und pharmazeutische Produkte. Der Standort Walsdorf wurde zwischenzeitlich ohne mediale Aufmerksamkeit geschlossen.
Das Unternehmen Unex Metall war im Bereich der Metall- und Kunststoffverarbeitung tätig und beschäftigte in den 2000er Jahren circa 100 Mitarbeiter. Die seit 1957 in Walsdorf ansässige Firma verlegte bis zum Jahr 2013 schrittweise ihren Standort nach Oberhaid. Das leerstehende Firmengebäude sollte als Notunterkunft für bis zu 150 Flüchtlinge dienen, dies wurde jedoch durch einen Kauf des Gebäudes durch die Gemeinde Walsdorf abgewendet. Ein Jahr später verkaufte die Gemeinde das Grundstück wieder.

### Gastgewerbe
In der Gemeinde gibt es fünf Gaststätten sowie Übernachtungsmöglichkeiten in fünf Pensionen, zwei Ferienwohnungen und einem Ferienhaus. Neben einem Einkaufsmarkt ist in der Gemeinde auch eine traditionelle Bäckerei angesiedelt. Die Gaststätte "Weißes Lamm" ist seit 6. Januar 2016 und damit nach 246 Jahren geschlossen.

### Sicherheit und Sozialwesen
Die Gemeinde verfügt über neun Spielplätze, eine Gemeindebücherei und ein Altenheim. Freiwillige Feuerwehren gibt es in Erlau, Kolmsdorf-Feigendorf und Walsdorf.

### Verkehr
| 982 | Walsdorf – Stegaurach – Pettstadt – Hirschaid und zurück |
| 986 | Walsdorf – Lisberg – Steinsdorf – Burgebrach und zurück  |
| 988 | Stegaurach – Walsdorf – Burgebrach – Ebrach und zurück   |
| 989 | Bamberg – Walsdorf – Ampferbach – Trossenfurt und zurück |

Walsdorf liegt an der Staatsstraße 2276, acht Kilometer von der Bundesautobahn 70 entfernt. Eine Busverbindung nach Bamberg besteht im Einstundentakt. Mit dem gelösten Ticket ist es möglich, kostenlos den Bamberger Stadtbusverkehr zu nutzen. Von den Einheimischen wird oft die einen Kilometer von Erlau entfernte Haltestelle in Mühlendorf benutzt. Diese ist an das Liniennetz der Stadtwerke Bamberg angeschlossen und ermöglicht die Fahrt nach Bamberg in kürzeren Intervallen, insbesondere am Wochenende. Nachtlinien und spätabendliche Verbindungen nach Bamberg stehen nur im Netz der Stadtwerke zur Verfügung. Jeden Freitag fährt ein „Schwimmbus“ der Gemeinde zum Hallenbad der Gemeinde Burgebrach.

## Persönlichkeiten
- German Killinger (1844–1940), Kreisdirektor in Elsass-Lothringen